# Чертановские пруды
Черта́новские пруды — комплекс искусственных водоёмов в районе Чертаново Северное Южного административного округа Москвы. Состоит из трёх прудов — Большого, Верхнего и Малого (он же называется прудом на пересечении Балаклавского проспекта и Варшавского шоссе). Пруды образованы реками Чертановкой и Водянкой. Водоёмы не имеют устоявшихся названий, в официальных документах указываются комплексом.

## История

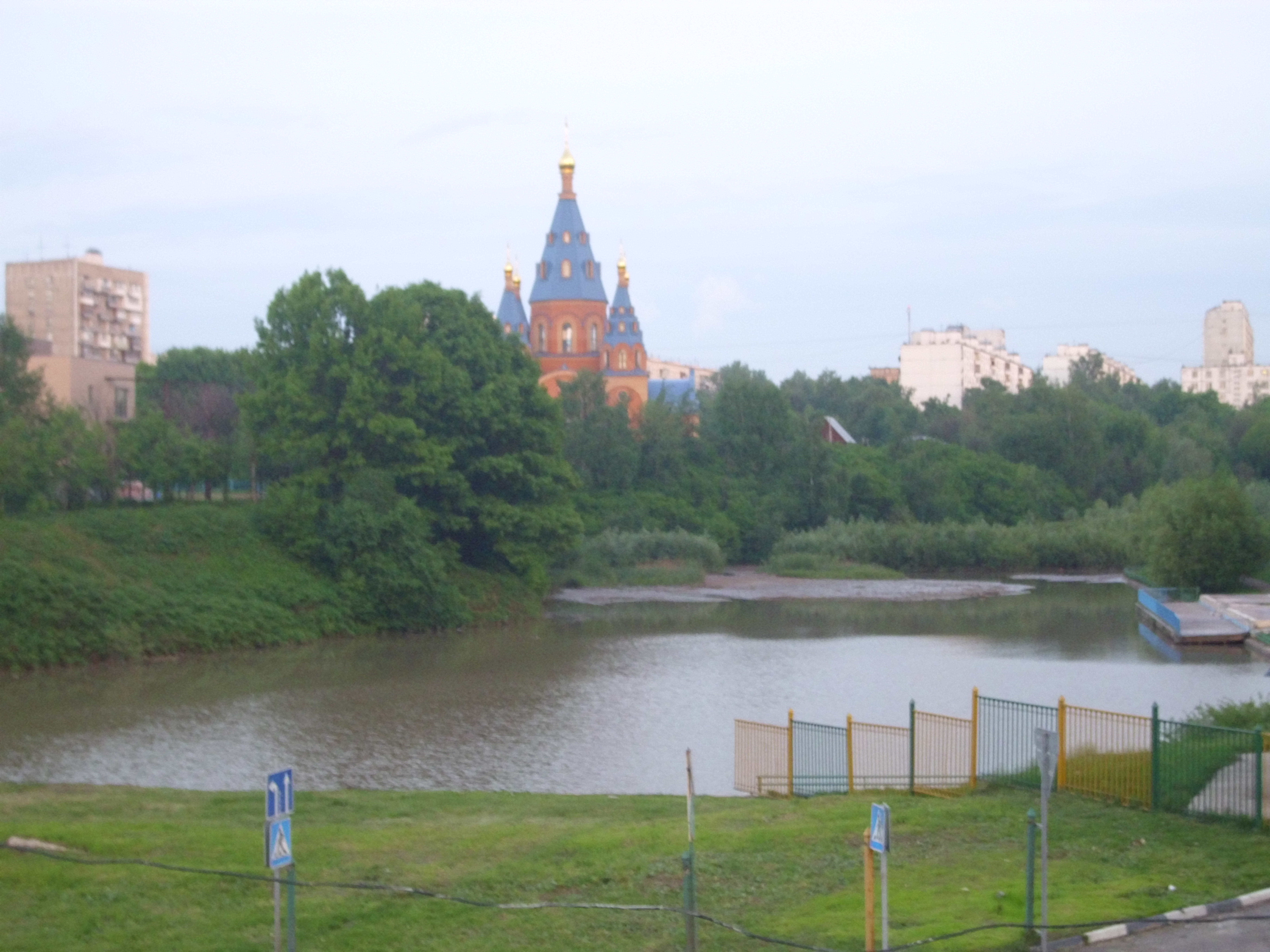
Южный Чертановский пруд, 2013 год

Все водоёмы комплекса были созданы в 1980-х годах при строительстве микрорайона Чертаново Северное. Своё название получили по одноименной улице, недалеко от которой расположены. Большой пруд был образован возведением дамбы на реке Водянке. Пруд на пересечении Балаклавского проспекта и Варшавского шоссе выкопали для сбора грунтовых вод и регулирования водоотводного уровня прилегающей территории.
Чертановские пруды богаты рыбой: в них водятся караси, окуни, щуки, лещи, карпы.
В 2012—2014 годах прошли работы по благоустройству Большого и Малого прудов: их очистили, восстановили глубину, отремонтировали водосбросы и проложили новые прогулочные дорожки вдоль берега.
В 2014 году произошло загрязнение Чертановских прудов нефтепродуктами. Были взяты пробы воды для анализов, выставлены боновые заграждения, пятна с водоёма убирали реагентами для диспергирования нефтепродуктов. В 2016-м ситуация повторилась. В августе того же года во время сильного ливня в Москве Верхний Чертановский пруд вышел из берегов и подтопил проезжую часть. После этого наводнения специалисты «Мосводостока» очистили Верхний пруд от песка, мусора и деревьев, которые принесла Чертановка.

## Описание

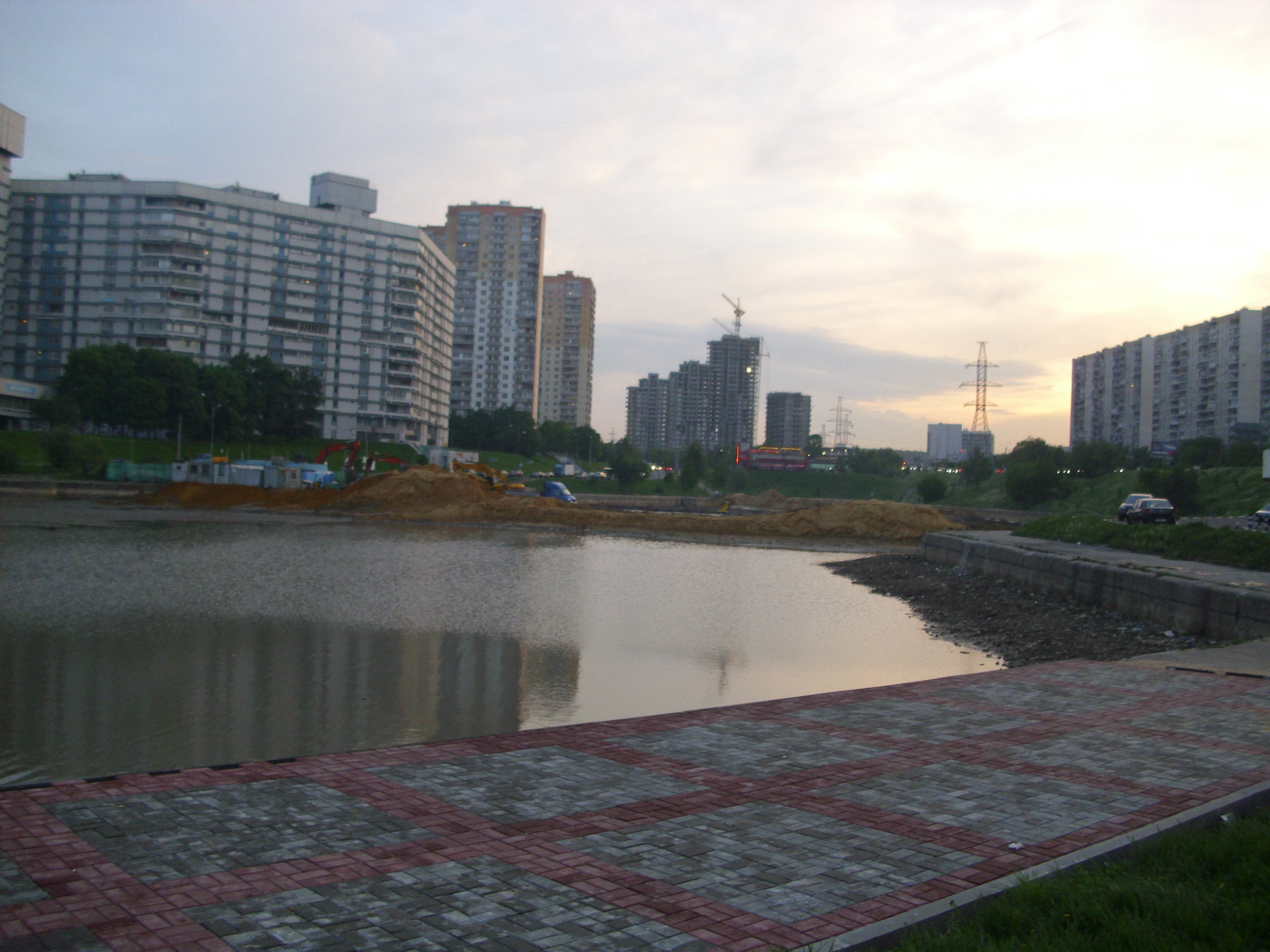
Работы по благоустройству Большого пруда, 2013 год

### Большой Чертановский пруд
Пруд расположен в пойме Деревлёвского ручья (река Водянка), на пересечении Балаклавского проспекта с Чертановской улицей. Его площадь составляет 4,35 гектара, ширина — около 150 метров, длина — 500 метров, глубина — 2 метра. Берега забетонированы, в южной части находится лодочная станция. Купание в водоёме запрещено.

### Верхний Чертановский пруд
Верхний Чертановский пруд, в книге Насимовича — Малый, Южный. Был создан в пойме Чертановки, недалеко от пересечения Чертановской улицы и Сумского проезда. Вытянут на 240 метров вдоль русла реки. Площадь водоёма — 1,6 га, максимальная ширина — 60 метров, средняя 35 метров. Берега с восточной и южной стороны естественные, с северной и западной укреплены бетонными плитами. Недалеко расположены летние пикниковые зоны, оборудованные мангалами. На восточном берегу водоёма находится Храм иконы Божией Матери «Державная» в Чертанове

### Малый Чертановский пруд
В справочной литературе водоём носит различные названия: «пруд на пересечении Балаклавского проспекта и Варшавского шоссе», «Нижний», «Восточный» и «пруд-регулятор». Имеет прямоугольную форму с закруглёнными углами. Его площадь составляет 1,7 га, ширина — 100—110 метров, длина — 170 метров, средняя глубина — 1,8 метров. Берега укреплены плитами. Чертановка частично проходит через водоём, большая её часть заключена в коллектор.